# Robiquetia josephiana
Robiquetia josephiana är en orkidéart som beskrevs av Kattungal Subramaniam Manilal och C.Sathish Kumar. Robiquetia josephiana ingår i släktet Robiquetia och familjen orkidéer. Inga underarter finns listade i Catalogue of Life.